# Zemljopis Kuvajta
Kuvajt se nalazi u jugozapadnoj Aziji, između Perzijskog zaljeva na zapadu i Iraka i Saudijske Arabije na istoku. Kroz mnoga stoljeća,   Kuvajt je bio trgovačko središte. Do veće međunarodne važnosti dolazi nakon Drugog svjetskog rata, uglavnom zbog svog strateškog položaja na sjeveru Perzijskog zaljeva i prihode od nafte. 
Kuvajt ima 195 km dugu obalu u Perzijskom zaljevu. Unutar svog teritorija ima devet otoka, od kojih su dva, Bubijan (najveći) i Warbah naseljeni, dok su ostali uglavnom nenaseljeni ali su strateški važni. Zbog Zaljevskog rata, mnogi su ljudi napustili svoje domove na otocima, kao što Faylakah i od se tada nisu se vratili nazad.
Najznačajnija zemljopisna značajka Kuvajta je Kuvajtski zaljev. Zaljev ima obalu dugu oko četrdeset milja, što pruža prirodnu zaštitu luci i čini gotovo pola obale zemlje. 
Na jugu i zapadu, Kuvajt dijeli dugu granicu od 250 km sa Saudijskom Arabijom.  Ugovorom iz Al Uqayra 1922. osnovana je Saudijsko-Kuvajtska neutralna zona veličine 5.700 četvornih kilometara. Godine 1966, Kuvajt i Saudijska Arabija pristali su podijeliti neutralnu zonu. Granica između Kuvajta i Iraka je dugo sporna.  Pod vodstvom Ujedinjenih naroda i temeljem Rezolucijom Vijeća sigurnosti (UN) 687, nakon obnove kuvajtskog suvereniteta 1991., Komisija UN-a preuzela je definiranje granice na temelju onih koje su dogovorene 1963. Granica je konačno usvojena 1992, ali Irak odbija prihvatiti zaključke Povjerenstva. 
Kuvajt ima polupustinjsku klimu, te veliku razliku između temperatura zimi i ljeti.  Kiša u državi varira od 75 do 150 milimetara godišnje. Stvarna količina oborina je u rasponu od 120 milimetara godišnje do čak 600 milimetara. U ljetnim mjesecima prosječne dnevne temperature su jako visoke i kreću se od 42 do 48 °C. Najveća ikad zabilježena temperatura u Kuvajtu je 53,8 ° C u Sulaibya 31. srpnja 2012. Najniža temperatura ikad zabilježena je  -6.1 ° C u siječnju 1964.

## Površina i granice
Površina
* Ukupno: 17.818 km ²
* Zemljište: 17.818 km ²
* Voda: 0 km ²
Površina-usporedba
Nešto manje od Slovenije
Kopnene granice
* Ukupno: 462 km
* Granične države: Irak 240 km, Saudijska Arabija 222 km
Obala
499 km
Visinska razlika
* Najniža točka: Perzijski zaljev 0 m
* Najviša točka: Mutla 306 m

## Resursi i korištenje zemljišta
prirodni resursi
nafta, ribe, škampi, plin
korištenja zemljišta
* oranice: 0,62%
* trajni nasadi: 0,28%
* ostalo: 99,10% (2011.)
Navodnjavano zemljište
88 km ² (2011)
Ukupni obnovljivi izvori vode
0,02 km 3 (2011.)